# Синцово (Галичский район)
Синцово — село в составе Дмитриевского сельского поселения Галичского района Костромской области России.

## География
Село расположено на берегу речки Шокши.

## История
Согласно Спискам населённых мест Российской империи в 1872 году село Спицево относилось к 2 стану Галичского уезда Костромской губернии. В нём числилось 31 двор, проживал 71 мужчина и 85 женщин. В селе имелась православная церковь.
Согласно переписи населения 1897 года в селе проживало 144 человека (50 мужчин и 94 женщины).
Согласно Списку населённых мест Костромской губернии в 1907 году село относилось к Богчинской волости Галичского уезда Костромской губернии. По сведениям волостного правления за 1907 год в нём числилось 45 крестьянских дворов и 215 жителей. В селе имелась школа.
До муниципальной реформы 2010 года село входило в состав Красильниковского сельского поселения.